# أحمد غاد
أحمد غاد (بالعربية: أحمد جاد) هو مجدف مصري، ولد في 23 يوليو 1978 في القاهرة في مصر.

## وصلات خارجية
- أحمد جاد على موقع الاتحاد الدولي للتجديف (الإنجليزية)
- أحمد جاد على موقع اللجنة الأولمبية الدولية (الإنجليزية)
- أحمد جاد على موقع أوليمبيديا (الإنجليزية)